# Штефурів
Штефурів або Штефуров (словац. Štefurov) — село в Словаччині, Свидницькому окрузі Пряшівського краю.

## Географія
Розташоване в північно-східній частині Словаччини в Низьких Бескидах. Протікає Валковський потік.

## Історія
Уперше згадується у 1414 році.

## Пам'ятки
У селі є парафіяльна греко-католицька церква Різдва Пресвятої Богородиці з 1821 року в стилі класицизму. З 1963 року національна культурна пам'ятка.

## Населення
| Рік:            | 1994. | 2004.   | 2014.   | 2024.    |
| --------------- | ----- | ------- | ------- | -------- |
| Кількість осіб: | 106   | 111     | 111     | 99       |
| Різниця:        |       | +4,71 % | -1,42 % | -10,81 % |

| Рік:            | 2023. | 2024.   |
| --------------- | ----- | ------- |
| Кількість осіб: | 103   | 99      |
| Різниця:        |       | -3,88 % |

В селі проживає 583 осіб.
Національний склад населення (за даними останнього перепису населення — 2001 року):
- словаки — 99,15 %
- русини — 0,85 %

Склад населення за приналежністю до релігії станом на 2001 рік:
- греко-католики — 80,51 %,
- римо-католики — 15,25 %,
- православні — 0,85 %,
- протестанти — 0,85 %,
- не вважають себе віруючими або не належать до жодної вищезгаданої церкви- 2,54 %